# Bad, Bad Leroy Brown
 (novembre 2015).
Si vous disposez d'ouvrages ou d'articles de référence ou si vous connaissez des sites web de qualité traitant du thème abordé ici, merci de compléter l'article en donnant les références utiles à sa vérifiabilité et en les liant à la section « Notes et références ».
Singles de Jim Croce
One Less Set of Footsteps
(1973) I Got a Name
(1973)
Bad, Bad Leroy Brown est une chanson écrite par le chanteur, compositeur et guitariste américain Jim Croce. Publiée dans son album Life and Times en 1973, la chanson resta numéro un du Billboard Hot 100 pendant deux semaines en juillet 1973. Elle fut nommée, en 1974, lors des Grammy Awards comme enregistrement de l'année. Cette œuvre fut notamment interprétée par Frank Sinatra et en France reprise par Sylvie Vartan (Bye Bye Leroy Brown - 1974).  

## Thème
La chanson parle d'un homme du South Side de Chicago qui, en raison de son attitude et de sa taille imposante, a la réputation d'être le « baddest man in the whole damn town » (l'homme le plus mauvais de cette foutue ville). Un jour dans un bar il fait la connaissance de Doris, une jolie femme mariée à un homme très jaloux. Lors d'une bagarre mémorable, Leroy apprendra à ses dépens qu'il ne faut pas convoiter la femme d'un autre. La bagarre avec le mari laissera Leroy à terre comme un puzzle défait avec quelques pièces en moins « Leroy looked like a jigsaw puzzle - With a couple of pieces gone ».

## Reprises
- Frank Sinatra l'enregistre en 1974 sur son album Some Nice Things I've Missed.
- Anthony Armstrong Jones l'enregistre 1973 en style country.
- Dolly Parton la chante en 1976.
- The Max Levine Ensemble l'enregistre en style punk.
- Jerry Reed l'enregistre en 1980.
- Little Willie Littlefield l'enregistre en 1990.
- Kim Carnes en 1997.
- Celtic Thunder's.
- Paul Lynde.
- No More Kings.
- Sylvie Vartan en 1974.
- Dean Martin en 1977.
- Guy Lombardo's.
- Vinnie Jones en décembre 2002.
- Jerry Lee Lewis.
- Amaya Uranga en espagnol en 1988.
- Buck Owens en 1974.
- Ximena Abarca en espagnol en 2003.